# Косьцерниця (Білоґардський повіт)
Косьцерниця (пол. Kościernica) — село в Польщі, у гміні Білоґард Білоґардського повіту Західнопоморського воєводства.
Населення — 334 особи (2011).
У 1975-1998 роках село належало до Кошалінського воєводства.

## Демографія
Демографічна структура станом на 31 березня 2011 року:
|          | Загалом | Допрацездатний вік | Працездатний вік | Постпрацездатний вік |
| -------- | ------- | ------------------ | ---------------- | -------------------- |
| Чоловіки | 174     | 33                 | 133              | 8                    |
| Жінки    | 160     | 43                 | 101              | 16                   |
| Разом    | 334     | 76                 | 234              | 24                   |